# خادمة فرنسية
الخادمة الفرنسية هو تعبير أُطلِق في العصر الفكتوري وأوائل القرن العشرين على ماشطة تحمل الجنسية الفرنسية. كانت الماشطة خادمة كبيرة تقدم تقاريرها مباشرة إلى سيدة المنزل، وترافق سيدتها في السفر. وكانت تساعد سيدتها في تحسين مظهرها، بما في ذلك المكياج وتصفيف الشعر واختيار الملابس والمجوهرات والأحذية، وفي بعض الأحيان عملت كصديقة مقربة لسيدتها. يُرجح أن تكون الخادمة التي تحمل الجنسية الفرنسية أكثر خبرة في الموضة الحالية، كما أنها كانت قادرة على تطبيق معرفتها باللغة الفرنسية عند السفر في أوروبا.
أدت التخيلات المثيرة التي تدور حول الشابات الفرنسيات في وقت لاحق إلى ظهور الخادمات الفرنسيات كشخصيات مرغوبة ونمطية في الأعمال الدرامية التهريجية ومهازل غُرَف النوم.
غالباً ما يُطلَق تعبير الخادمة الفرنسية على نمط مثير ومعدل بشدة من لباس الخادمة الذي تطور من لباس خادمة المنزل النموذجي باللونين الأبيض والأسود في فرنسا في القرن التاسع عشر، على الرغم من أن خادمة المنزل كانت أصغر من الماشطة. بعض أنواع لباس الخادمة الفرنسية يكون مُتَستّراً بينما يكون البعض الآخر كاشفاً للجسم، غالباً ما يستخدم لباس الخادمة الفرنسية في الكوسبلاي، ولعب الأدوار الجنسية، وفتشية اللباس الموحد. اعتماداً على تفاصيل التصميم، يمكن تصنيف بعض النماذج على أنها لانجري.

## تفاصيل اللباس
على الرغم من أنه ليس هناك لباس رسمي الزامي للخادمة الفرنسية على مدى التاريخ، إلا أن لباس الخادمة الفرنسية يتميز بنمط يمكن التعرف عليه بسهولة عبر اللون الأبيض والأسود الذي يظل نموذجاً لأشكال أخرى من الأزياء. يشمل لباس الخادمة الفرنسية النموذجي ما يلي:
- فستان أسود مع تقليم أبيض، مع تنورة كاملة بطول الركبة أو فوقها.
- نصف مئزر أبيض، عادة يكون مكشكش أو مخرم.
- غطاء رأس مكشكش أو مخرم.
- رداء محكم أو جوارب
- حذاء ذو كعب عالي، عادة ما يكون أسود.
- منفضة ريشية.
- رباط جورب مخرم أبيض أو أسود.

كما توجد بعض الملحقات والإكسسوارات الاختيارية على التصميم والسياق:
- مخنقة.
- معدات التنظيف الأخرى.

## الثقافة

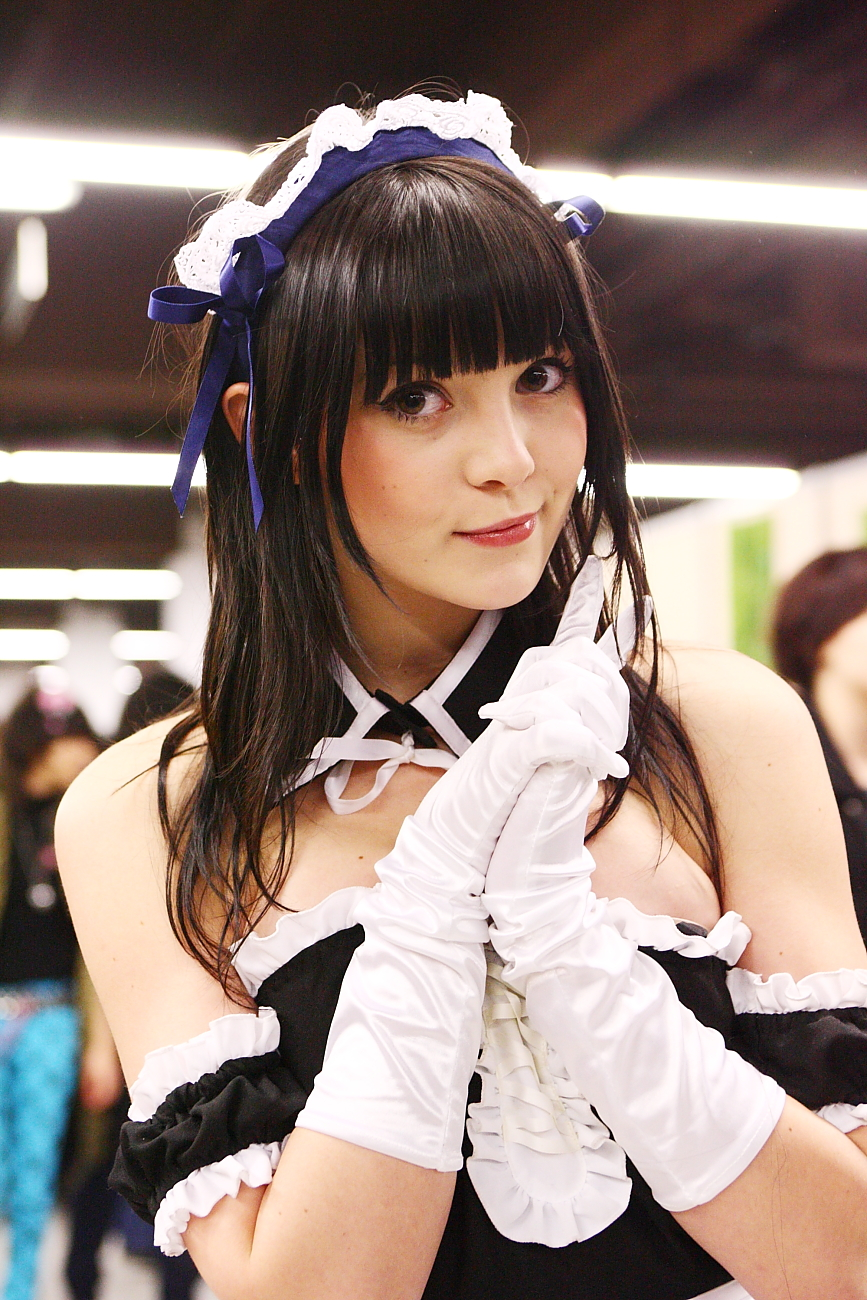
فتاة مرتدية لباس خادمة فرنسية في مؤتمر باريس للمانغا.

غالباً ما يرتدى لباس الخادمة الفرنسية في الحفلات التنكرية، وتستخدم الخادمة الفرنسية في الدراما أو المسرح. غالباً ما يتم تصويرها في الأنمي والمانغا وخاصة في الهنتاي.
لباس الخادمة الفرنسية هو أيضاً فتيشية جنسية مشهورة.

## صور

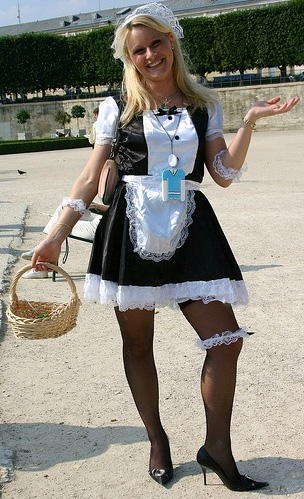
امرأة مرتدية لباس خادمة فرنسية.
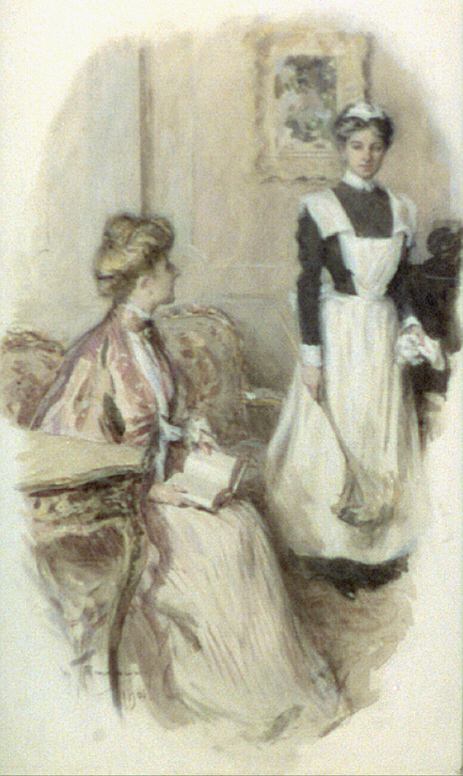
رسمة لخادمة فرنسية مع سيدتها ضمن أحد الكتب عام 1906.